# Suchy Róg
Suchy Róg (deutsch Trockenhorn) ist ein kleiner Ort in der polnischen Woiwodschaft Ermland-Masuren und gehört zur Gmina Orzysz (Stadt- und Landgemeinde Arys) im Powiat Piski (Kreis Johannisburg).

## Geographische Lage
Suchy Róg liegt am Nordufer des Spirdingsees (polnisch Jezioro Śniardwy) und am Südufer des Tuchlinner Sees (polnisch Jezioro Tuchlin) in der östlichen Woiwodschaft Ermland-Masuren. Bis zur Kreisstadt Pisz (deutsch Johannisburg) sind es 18 Kilometer in südöstlicher Richtung.

## Geschichte
Der heutige Weiler (polnisch Osada) war ursprünglich ein großer Hof. Er wurde bis zum 1. August 1866 Abbau Danielczig, danach Trockenhorn genannt. Eingemeindet war der kleine Ort in die Landgemeinde Dziubiellen (1904 bis 1945: Zollerndorf, polnisch Dziubiele) im Kreis Johannisburg in der preußischen Provinz Ostpreußen.
Im Jahre 1945 wurde Trockenhorn in Kriegsfolge mit dem gesamten südlichen Ostpreußen nach Polen überstellt und erhielt die polnische Namensform „Suchy Róg“. Heute ist der Ort Sitz eines Schulzenamtes (polnisch Sołectwo) und als solcher eine Ortschaft im Verbund der Stadt- und Landgemeinde Orzysz (Arys) im Powiat Piski (Kreis Johannisburg), bis 1998 der Woiwodschaft Suwałki, seither der Woiwodschaft Ermland-Masuren zugehörig.
Noch heute existiert von Trockenhorn das kleine Gutshaus aus der Zeit um 1900 mit imposantem, säulengestütztem Eingangsportal. Es liegt an der Enge zwischen Spirding- und Tuchlinner See. Das Gut wurde Anfang des 20. Jahrhunderts gegründet und umfasste 135 Hektar. Es gehörte der Familie Perl. Heute ist es Privateigentum.

## Kirche
Bis 1945 war Trockenhorn in die evangelische Kirche Eckersberg (polnisch Okartowo) in der Kirchenprovinz Ostpreußen der Kirche der Altpreußischen Union sowie in die römisch-katholische Kirche in Johannisburg (polnisch Pisz) im Bistum Ermland eingepfarrt.
Heute gehört Suchy Róg katholischerseits zur Pfarrei Okartowo im Bistum Ełk der Römisch-katholischen Kirche in Polen. Die evangelischen Kirchenglieder halten sich zur Kirche in der Kreisstadt Pisz in der Diözese Masuren der Evangelisch-Augsburgischen Kirche in Polen.

## Verkehr
Suchy Róg liegt abseits vom großen Verkehrsgeschehen und ist über die Nebenstraße 1845N von Chmielewo (Chmielewen, 1938 bis 1945 Talau) aus über Dziubiele (Dziubiellen, 1904 bis 1945 Zollerndorf) zu erreichen. Eine Bahnanbindung besteht nicht.